# Магала (лиман)
Магала, або Магалевське (рум. Lacul Mahala) — маленька солона лагуна з групи Тузловських лиманів. Загальна площа лагуни — 76 га. Знаходиться на південний захід від лиману Шагани, в районі села Трихатки, Білгород-Дністровського району Одеської області. Відмежена від лиману Шагани піщаною косою.
Назва лиману походить від арабського mähallä, корінь якого означає «поселення», «заселяти».
Озеро входить до складу Національного природного парку «Тузловські лимани».